# Xian de Mengyin
Le xian de Mengyin (蒙阴县 ; pinyin : Méngyīn Xiàn) est un district administratif de la province du Shandong en Chine. Il est placé sous la juridiction de la ville-préfecture de Linyi.

## Démographie
La population du district était de 524 565 habitants en 1999.